# El santuario no se rinde
El santuario no se rinde és una pel·lícula espanyola realitzada en 1949, dirigida per Arturo Ruiz Castillo ambientada en un episodi de la guerra civil espanyola, el setge del Santuari de la Mare de Déu de la Cabeza.

## Argument
Mentre puja per la rampa que condueix al Santuari de la Mare de Déu de la Cabeza, Marisa recorda els terribles dies que va passar en ell durant la Guerra Civil. Quan les línies republicanes van començar a avançar, Luis de Aracil l'havia portat fins al Santuari, defensat pels partidaris de l'alçament, on estaria més segura.
Allí dirigia la defensa el capità Cortés. Una altra plaça pròxima (el Palau de Sitio Nuevo), també era defensada per les forces revoltades, fins que es van replegar al Santuari. El Santuari era proveït de queviures per avió des de Còrdova i Sevilla, destacant en el proveïment el capità Carlos de Haya González. La major part dels morts van ser per la metralla de les bombes i el foc freqüent de fuselleria, encara que es conta que alguns assetjats van morir a conseqüència d'intoxicació per herbes, amb les quals s'alimentaven per falta d'aliments.
L'1 de maig de 1937, després d'una dura resistència de més de nou mesos de continuat assalt, el Santuari va ser pres per les forces republicanes. Es diu que la talla de la Verge de la Cabeza va ser amagada durant el setge, i mai es va trobar.

## Fitxa artística
- Alfredo Mayo (Luis de Aracil)
- Beni Deus
- Carlos Muñoz
- Casimiro Hurtado
- Eduardo Fajardo
- Fernando Fernández de Córdoba
- Fulgencio Nogueras
- Jacinto San Emeterio
- Jose María Lado
- Manuel Monroy
- Mary Lamar
- Modesto Blanch
- Pablo Álvarez Rubio
- Rafael Bardem
- Rufino Inglés
- Tomás Blanco (Capitán Cortés)
- Beatriz de Añara (Marisa)
- Boni Zaera

## Premis
Tomás Blanco va guanyar la Medalla del Cercle d'Escriptors Cinematogràfics al millor actor principal.